# Kość guziczna

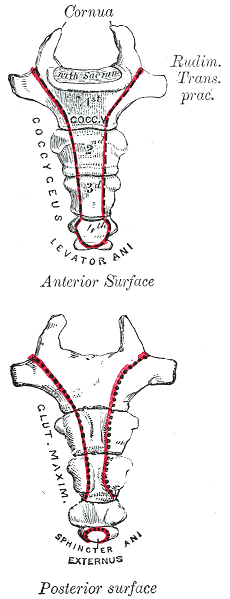
Kość guziczna. Powierzchnie tylna i przednia.

Kość guziczna, kość ogonowa (łac. os coccygis, ang. coccyx, skrót: Co) – końcowy odcinek kręgosłupa człowieka, złożony z trzech do pięciu (zwykle czterech) zrośniętych ze sobą kręgów guzicznych (ogonowych, rzekomych), z których największy jest pierwszy (Co1). Co1 zawiera wyrostki stawowe służące do połączenia z kością krzyżową, a pozostałe kręgi zbudowane są tylko z trzonów. Część ogonowa kręgosłupa nie spełnia funkcji dźwigania ciężaru tułowia.